# Marco Meriggi
Marco Meriggi (Roma, 29 giugno 1955) è uno storico e docente italiano, professore ordinario di storia delle istituzioni politiche all'Università di Napoli Federico II.

## Biografia
Dopo essersi laureato nel 1978 in storia moderna presso l'Università degli Studi di Milano, è stato borsista all'Institut fuer europaische Geschichte di Magonza. Ha insegnato storia delle istituzioni politiche e sociali presso l'Università di Trento (1984-1992) e storia moderna presso le università di Trieste (1992-1995) e di Verona (1995-1998). Dal 1998 insegna storia delle istituzioni politiche all'Università "Federico II" di Napoli; dal 2001 è professore ordinario. È codirettore di «Storica», di «Il Risorgimento. Rivista di storia del Risorgimento e di storia contemporanea» e di «Le Carte e la Storia» e presidente della Società per gli studi di storia delle istituzioni dal 2011 al 2017.

## Aree di ricerca
Marco Meriggi si occupa di diversi temi di storia europea tra età moderna e contemporanea. In particolare ha dedicato attenzione alla storia del Regno Lombardo-Veneto, alla storia della borghesia tra Otto e Novecento, alla storia degli stati preunitari e del passaggio dal liberalismo alla democrazia. Si occupa inoltre di storia europea nel XIX secolo, di World History e di storia del Mezzogiorno.

## Opere
- Amministrazione e classi sociali nel Lombardo-Veneto, 1814-1848, Bologna, Il Mulino, 1983.
- Il Regno Lombardo-Veneto, Torino, UTET, 1987.
- Milano borghese. Circoli ed élites nel'Ottocento, Venezia, Marsilio, 1992.
- Breve storia dell'Italia settentrionale dall'Ottocento a oggi, Roma, Donzelli, 1996.
- L’Europa dall’Otto al Novecento, Roma, Carocci, 2006.
- Gli stati italiani prima dell’Unità. Una storia istituzionale, Bologna, Il Mulino, 2011.
- Atlante culturale del Risorgimento, curatela con Alberto Mario Banti, Antonio Chiavistelli, Luca Mannori, Roma-Bari, Laterza, 2011.
- World History. Le nuove rotte della storia, con Laura Di Fiore, Roma-Bari, Laterza, 2011.
- Movimenti e confini. Spazi mobili nell’Italia preunitaria, con Laura Di Fiore, Roma, Viella, 2013.
- La nazione populista. Il Mezzogiorno e i Borboni dal 1848 all'Unità, Bologna, Il Mulino, 2021.